# Ytterøyane fyr
Ytterøyane fyr ist ein Leuchtturm in der Gemeinde Kinn in der norwegischen Provinz Vestland, ungefähr 17 km westlich der Stadt Florø.

## Lage
Der Leuchtturm steht auf der größten Insel der unbewohnten Inselgruppe Ytterøyane, die dem Festland vorgelagert ist und markiert die Einfahrt zur Hafenstadt Florø über den Rekstafjord im Süden und den Hellefjord im Süden. Er liegt auf einer Linie mit dem Kvannhovden fyr im Nordosten und dem Utvær fyr im Südwesten. Seit 1993 befindet sich der Leuchtturm im etwa 6843 Hektar umfassenden Ytterøyane naturreservat, das zum Schutz der hier brütenden Seevögel eingerichtet wurde. Als Teil der Schutzauflagen ist zwischen dem 1. April und dem 31. Juli das Betreten der Insel verboten. Es ist in dieser Zeit ebenfalls untersagt, sich den Inseln und Schären im Reservat auf mehr als 10 Meter zu nähern.
Ytterøyane fyr steht auf einer Erhebung in der Mitte der Insel, etwa 30 Meter über dem Meeresspiegel. Er ist über einen Pfad zu erreichen, der vom Bootshaus auf der vom offenen Meer geschützten Seite der Insel hinaufführt. Neben dem gusseisernen Leuchtturm befinden sich noch Wohnhäuser für die Leuchtturmwärterfamilie sowie den Assistenten des Leuchtturmwärters, ein Maschinenhaus und die Grundmauern einer Schmiede auf der Insel.

## Geschichte
Bereits 1851 schlug die Fyrkommisjon (staatliche Kommission zur Errichtung von Leuchttürmen entlang der norwegischen Küste) vor, ein Leuchtfeuer auf einer der Inseln westlich von Florø zu errichten. Zur besseren Unterscheidung von den umliegenden Leuchttürmen, beinhaltete der Plan den Bau von zwei Leuchttürmen. Es sollte allerdings fast 30 Jahre dauern, bis ein Leuchtturm auf Ytterøy gebaut wurde. Statt der ursprünglich geplanten zwei Leuchttürme, errichtete man einen, durch seinen charakteristischen rot-weiß Anstrich leicht erkennbaren, Leuchtturm. Der 31 Meter hohe gusseiserne Turm wurde in der Marineverft in Karljohansvern in Horten produziert und mit einem in Aker produzierten Lampenhaus sowie einer französischen Leuchte versehen. Vor Ort wurde ein achtkantiger Betonsockel gegossen, auf dem der Turm errichtet wurde. Neben dem Leuchtturm wurden Wohnhäuser für den Leuchtturmwärter und den Assistenten errichtet, in denen diese mit ihren Familien lebten.
Während des Zweiten Weltkrieges wurde Ytterøyane fyr von deutschen Truppen besetzt. Der Leuchtturm wurde zur Verteidigung ausgerüstet. Mehr als tausend Landminen wurden auf den Inseln verlegt und eine Flugabwehrkanone auf dem Dach des Leuchtturmwärterhauses sowie eine weitere Kanone westlich des Leuchtturms installiert. Bei einem britischen Luftangriff wurde ein deutscher Soldat getötet und die Linse des Leuchtturms beschädigt. Noch heute erinnern Einschusslöcher am Leuchtturm an die Kriegszeit.
1950 wurde der Leuchtturm elektrifiziert und ein Maschinenhaus für die Dieselaggregate gebaut. Bis 1963 lebten weiterhin Familien auf der Insel, anschließend nur noch ein Leuchtturmwärter, bis der Leuchtturm 2003 automatisiert wurde und seitdem unbemannt ist. Seit 1999 stehen der Leuchtturm und die zugehörigen Gebäude unter Denkmalschutz. 2021 wurde eine Renovierung der leer stehenden Wohnhäuser bewilligt und es gibt Pläne, in Zukunft Übernachtungen auf der Insel anzubieten.
Da die Insel häufig von Bootsfahrern und Touristen besucht wird, hat dies Auswirkungen auf das Seevogelreservat. Die Gebäude und das Gebiet um die Gebäude sind durch das Kulturerbegesetz (Kulturminneloven) geschützt. Deshalb soll die Besucherzahl reduziert werden. Nur durch neue Bewohner und regelmäßige Betreuung und Wartung kann die derzeit verfallende Station erhalten werden. Das Verlegen eines Stromkabels zur Versorgung mit Elektrizität der Gebäude ist zu teuer, weshalb dies in Zukunft durch Solarenergie erfolgen. Das Linsenhaus auf dem Leuchtturm wurde kürzlich restauriert. Kystverket plant, den Leuchtturm selbst wie auch das Wärterhaus, die viele Jahre ohne Wartung waren, zu restaurieren. Dies soll bis Ende August 2023 erfolgen.